# Svjetsko prvenstvo u vaterpolu 2024.
Svjetsko prvenstvo u vaterpolu 2024. održavalo se u sklopu Svjetskog prvenstva u vodenim sportovima 2024. Natjecanje se odvijalo između 4. i 17. veljače 2024. u Aspire Domeu u Dohi u Kataru.
Prvotno je natjecanje bilo zakazano za studeni 2023., ali je odgođeno za veljaču 2024. zbog pomicanja 20. izdanja Svjetskog prvenstva u vodenim sportovima u Fukuoki u Japanu, s 2021. na 2022. zbog pandemije COVID-19, a zatim ponovno odgođeno za razdoblje od 14. do 30. srpnja 2023. zbog ograničenja putovanja i sigurnosnih mjera, koje su bile na snazi u Japanu.
Ovo je bilo prvi put da se Svjetsko prvenstvo održavalo na Bliskom istoku. Doha je organizirala Svjetsko prvenstvo u plivanju u 25 metarskim bazenima 2014. te devet dionica Svjetskog kupa u plivanju između 2012. i 2021. godine.
Naslov je osvojila Hrvatska, a druga je bila Italija nakon jedanaesteraca.

## Sastavi momčadi

### Sastav Hrvatske
| Ime i prezime        | Klub                    |
| -------------------- | ----------------------- |
| Marko Bijač          | Olympiakos              |
| Mate Anić            | Jadran                  |
| Josip Vrlić          | Jadran                  |
| Luka Lončar          | Olympiakos              |
| Ivan Krapić          | Noisy-le-Sec            |
| Rino Burić           | Jug Adriatic osiguranje |
| Matias Biljaka       | Jadran                  |
| Marko Žuvela         | Jug Adriatic osiguranje |
| Konstantin Harkov    | Jadran                  |
| Filip Kržić          | Jug Adriatic osiguranje |
| Franko Lazić         | Jug Adriatic osiguranje |
| Zvonimir Butić       | Jadran                  |
| Ante Vukičević       | Marseille               |
| Loren Fatović        | Jadran                  |
| Jerko Marinić Kragić | Jadran                  |
| Ivica Tucak          |                         |

## Kalendar
| P | Preliminarni krug | ⅛ | Osmina finala | ¼ | Četvrfinale | ½ | Polufinale | F | Finale |

| Turnir   | 4. do 17. veljače 2024. | 4. do 17. veljače 2024. | 4. do 17. veljače 2024. | 4. do 17. veljače 2024. | 4. do 17. veljače 2024. | 4. do 17. veljače 2024. | 4. do 17. veljače 2024. | 4. do 17. veljače 2024. | 4. do 17. veljače 2024. | 4. do 17. veljače 2024. | 4. do 17. veljače 2024. | 4. do 17. veljače 2024. | 4. do 17. veljače 2024. |            |
| Turnir   | nedjelja 4.             | ponedjeljak 5.          | utorak 6.               | srijeda 7.              | četvrtak 8              | petak 9.                | subota 10.              | nedjelja 11.            | ponedjeljak 12.         | utorak 13.              | srijeda 14.             | četvrtak 15             | petak 16.               | subota 17. |
| -------- | ----------------------- | ----------------------- | ----------------------- | ----------------------- | ----------------------- | ----------------------- | ----------------------- | ----------------------- | ----------------------- | ----------------------- | ----------------------- | ----------------------- | ----------------------- | ---------- |
| muškarci |                         | P                       |                         | P                       |                         | P                       |                         | ⅛                       |                         | ¼                       |                         | ½                       |                         | F          |
| žene     | P                       |                         | P                       |                         | P                       |                         | ⅛                       |                         | ¼                       |                         | ½                       |                         | F                       |            |